# رابرت کریگ
رابرت ت. کریگ (انگلیسی: Robert T. Craig؛ زادهٔ ۱۰ مهٔ ۱۹۴۷) فیلسوف و نظریه‌پرداز ارتباطات اهل ایالات متحدۀ آمریکا است.
وی تحصیلات خود را در دانشگاه کلرادو بولدر آغاز کرد و سپس در رشتۀ خود، گفتار در دانشگاه ویسکانسین-مدیسن ادامه داد و مدرک کارشناسی ارشد و دکترای خود را در ارتباطات از دانشگاه ایالتی میشیگان دریافت کرد.
کریگ در سال ۱۹۸۸ مؤسسۀ مجلۀ «تحقیقات در مورد زبان و تعامل اجتماعی» را تأسیس کرد، موقعیتی که او همچنان در اختیار دارد.
از سال ۱۹۹۱ تا ۱۹۹۳، کریگ سردبیر نشریۀ ارتباطات بین‌المللی «نظریۀ ارتباطات» بود که از سال ۱۹۹۱ این نشریه به صورت مداوم منتشر شده‌است. او در حال حاضر سردبیر سری ICA Handbook است.
در سال ۲۰۰۹، کریگ به عنوان یک همکار مادام‌العمر برای انجمن ارتباطات بین‌المللی انتخاب شد، او در سال‌های ۲۰۰۴–۲۰۰۵ رئیس این انجمن شد.